# Robat-e Posht-e Badam
Robat-e Posht-e Badam (în persană رباطپشت بادام, romanizat și ca Robāț-e Posht-e Bādām și Robāt-e-Posht Bādām; cunoscut și sub numele de Posht-e Bādām, Posht-e Bādom, Pusht-i-Bādām, Ribāt-i-Pusht-i-Bādām și Robāț-e Khalaf - e Bādām) este un sat din districtul rural Rabatat, Districtul Kharanaq, județul Ardakan, provincia Yazd, Iran. La recensământul din 2006, populația sa era de 761 de locuitori, în 206 de familii.